# Törökország–Görögország-gázvezeték
A Törökország–Görögország-gázvezeték 296 kilométer hosszú csővezeték, amely Törökország és Görögország földgázvezeték-hálózatait kapcsolja össze. A vezeték törökországi végpontja Karacabey, a görög végpont Komotini.

## Története
A török gázcég BOTAŞ és görög megfelelője, a DEPA 2002. március 28-án kötött megállapodást a vezeték megépítéséről. Az ugyanerről szóló kormányközi egyezményt 2003. március 28-án írták alá Ankarában. Az alapkövet Kosztasz Karamanlisz és Recep Tayyip Erdoğan görög, illetve török miniszterelnökök 2005. július 3-án rakták le. Az építkezést 2007 szeptemberében fejezték be. A csővezetéket 2007. november 18-án avatták fel.

## Leírása
A török szakasz hossza 210 kilométer, ebből 17 kilométer a Márvány-tenger alatt nyúlik el. A görög szakasz hossza 86 kilométer. Átmérője 914 milliméter, éves szállítókapacitása 7 milliárd köbméter. 2012-re a kapacitást 11 milliárd köbméterre tervezik bővíteni, ebből 8 milliárd köbméter Olaszországba jut majd, miután elkészül a tervezett Görögország–Olaszország-gázvezeték (várhatóan 2012-ben). A Törökország–Görögország-gázvezetékből látnák el gázzal a tervezett Nyugat-balkáni gázvezetéket és Adria-gázvezetéket is. Bulgária bejelentette igényét, hogy 2009-re megépítene egy 80 kilométeres vezetéket Haskovo és Komotini között, hogy ő is rákapcsolódhasson a Törökország–Görögország-gázvezetékre.

## Fordítás
- Ez a szócikk részben vagy egészben a Turkey-Greece pipeline című angol Wikipédia-szócikk ezen változatának fordításán alapul.  Az eredeti cikk szerkesztőit annak laptörténete sorolja fel. Ez a jelzés csupán a megfogalmazás eredetét és a szerzői jogokat jelzi, nem szolgál a cikkben szereplő információk forrásmegjelöléseként.